# Renzo Sambo
Renzo Sambo (Treviso, 17 gennaio 1942 – Cesiomaggiore, 10 agosto 2009) è stato un canottiere italiano.
Vinse la medaglia d'oro nel due con insieme a Primo Baran e Bruno Cipolla (timoniere) alle Olimpiadi di Città del Messico nel 1968. Due anni prima sempre con Baran e con il timoniere Enrico Petropolli si era aggiudicato il bronzo ai mondiali e nel 1967 l'oro con Baran e Cipolla e nel 1965 l'argento con Baran e Giorgio Conte agli europei.
Dopo la medaglia lascia il Dopolavoro Ferroviario di Treviso per il CRAL - Circolo Ospedalieri, nel quale rimane insieme a Primo Baran anche una volta abbandonata l'attività agonistica.
Dopo alcuni ottimi risultati in campo internazionale con il due senza misto paralimpico (argento ai Mondiali di Milano nel 2003, bronzo agli Europei in Spagna nel 2004), ha guidato come allenatore il due con misto paralimpico italiano alla conquista del primo storico oro in questa specialità alle Olimpiadi di Pechino 2008 (in precedenza il canottaggio non era sport paralimpico).
È morto nel 2009, a 67 anni.